# Kovačji Grad
Kovačji Grad je naselje u slovenskoj Općini Črnomelju. Kovačji Grad se nalazi u pokrajini Dolenjskoj i statističkoj regiji Jugoistočnoj Sloveniji. 

## Stanovništvo
Prema popisu stanovništva iz 2002. godine naselje je imalo 15 stanovnika.